# Aline Coutrot
Pour les articles homonymes, voir Coutrot.
Aline Coutrot, née le 17 juin 1927 à Paris et morte le 20 octobre 1987 dans la même ville, est une historienne et politologue française, maître de conférences à l’Institut d’études politiques de Paris. Ses travaux de recherche ont porté principalement sur les rapports entre religion et politique au XXe siècle, ainsi que sur les mouvements de jeunesse. 

## Biographie
Née à Paris le 17 juin 1927, Aline Coutrot est l’aînée d’une famille de cinq enfants originaire de Seine-et-Marne. Elle fait ses études à Paris, au collège Sévigné puis à la Sorbonne. Elle est la nièce de Jean Coutrot, polytechnicien, partisan actif de l’organisation scientifique du travail dans l’entre-deux-guerres et cofondateur du groupe X-Crise. Son adolescence est marquée par la guerre et l’occupation ; en 1945, âgée de dix-huit ans, elle participe à l’accueil des déportés de retour des camps en transit à l’hôtel Lutetia. 

## Formation
En 1956, elle intègre la première promotion du nouveau cycle supérieur de science politique créé par Jean Touchard à la Fondation nationale des sciences politiques. Elle y soutient une thèse de 3e cycle intitulée « Un courant de la pensée catholique, l’hebdomadaire Sept, mars 1934-août 1937 », publiée en 1961 aux éditions du Cerf. 

## Parcours
Elle fait toute sa carrière à l'Institut d’études politiques de Paris. Ses travaux de recherche et ses enseignements portent principalement sur les rapports entre religion et politique, et entre jeunesse et politique. 
Elle joue un rôle précurseur dans l’analyse des mouvements de jeunesse, de la sociabilité juvénile et de la place des organisations de jeunesse dans le mouvement social. Plus tard dans sa carrière, elle s’intéresse aux processus de décision dans les organisations politiques et administratives et notamment à la création du Commissariat à l’énergie atomique. En 1983, elle obtient un doctorat d’État en science politique, sous la direction de René Rémond.

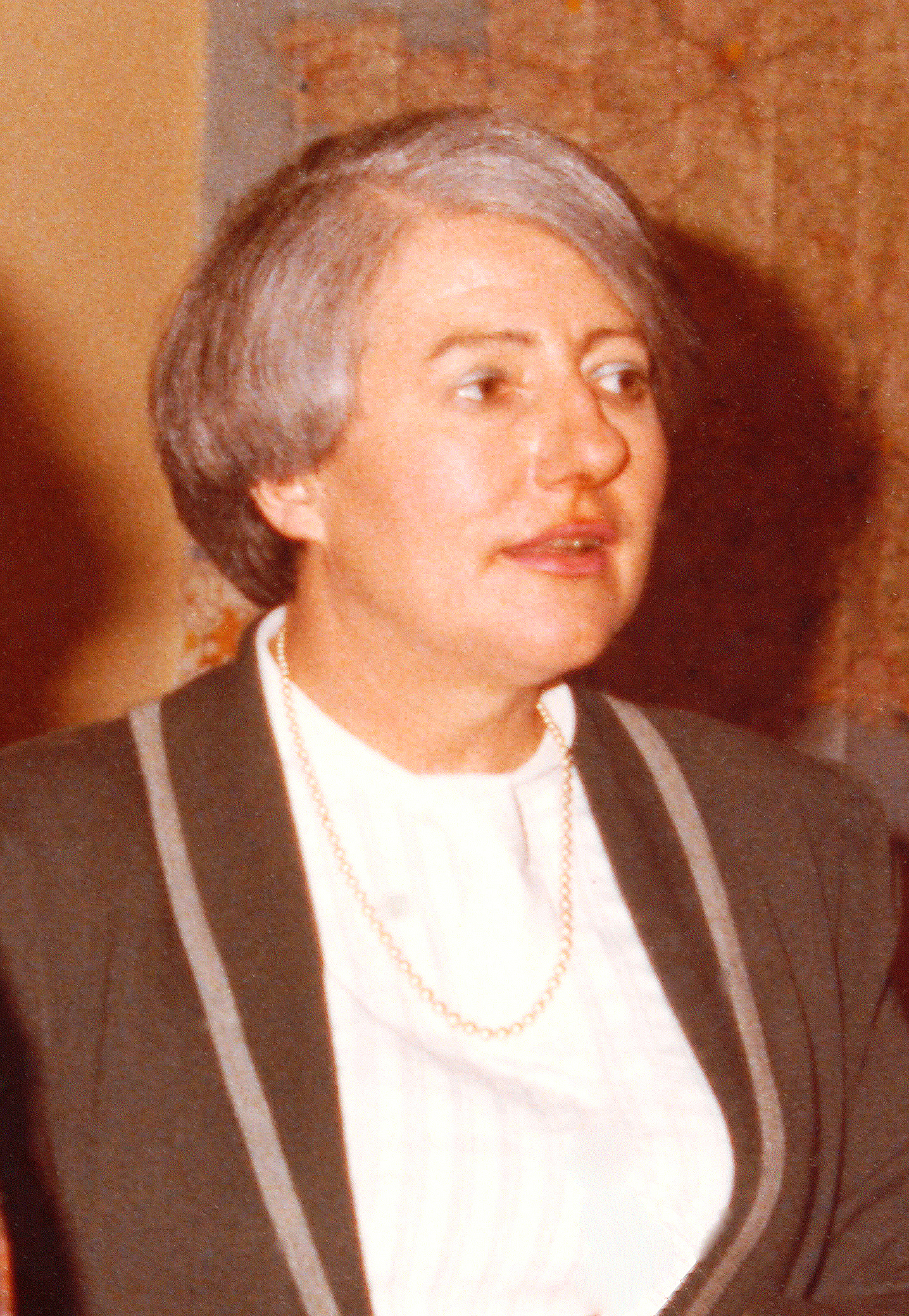

Son parcours est marqué par une articulation étroite entre enseignement, recherche et engagements personnels. Très active dans le scoutisme féminin français (Guides de France) et  international, elle s’est investie dans le développement des mouvements associatifs dans les pays du tiers-monde, notamment à travers ses conférences sur la jeunesse, l’éducation et la socialisation politique. Elle s’est également impliquée dans les instances de l’IEP où elle a défendu activement les libertés syndicales et politiques, dans l’esprit des démocrates chrétiens. Autant d’expériences qui ont nourri ses enseignements, en année préparatoire (AP) à l’IEP de Paris – où elle a formé, dès 1964, des générations d’étudiants à l’histoire contemporaine, dans un esprit d’ouverture et d’exigence intellectuelle – à l’IEP de Bordeaux ou dans les différents séminaires qu’elle a codirigés avec René Rémond.

## Publications
- Un courant de la pensée catholique, l’hebdomadaire Sept, Cerf, 1961[3]
- « Les mouvements confessionnels et la société politique », « Le catholicisme », in R. Rémond (dir.)[4] , Forces religieuses et attitudes politiques dans la France contemporaine , Presses de Sciences Po , 1965, in R.Rémond (dir)[5] .
- Les forces religieuses dans la société française , (avec F. Dreyfus) Armand Colin, 1966[6] .
- Guide de recherche, Jeunesse et politique, Armand Colin, FNSP, 1971[7].
- « La création du Commissariat à l’énergie atomique », Revue française de science politique, n° 2, 1981[8].
- Quarante ans de cabinets ministériels : de Léon Blum à Georges Pompidou, (avec I. Boussard et R. Rémond) Presses de Sciences Po, 1982[9].
- « Le mouvement de jeunesse, un phénomène au singulier ? », in G. Cholvy (dir.),
- Mouvements de jeunesse chrétiens et juifs. Sociabilité juvénile dans un cadre européen, 1799-1968, Cerf, 1985, p. 109-123.
- « Les Scouts de France et la guerre d’Algérie », in F. Bédarida et É. Fouilloux, dir., La guerre d’Algérie et les chrétiens , Cahiers de l’Institut du Temps présent n° 9, oct. 1988[10] .